# Дино Оливети
Дино Оливети (на италиански: Dino Olivetti) е италиански предприемач и инженер, син на италианския инженер и предприемач от еврейски произход Камило Оливети – основател на Оливети.

## Биография
Дино е роден на 22 юли 1912 г. в бившето Бенедиктинско абатство „Св. Бернардин“ (дом на семейството му) в град Ивреа, Пиемонт, Кралство Италия. Той е най-малкото дете на евреина Камило Оливети и на съпругата му валденска Луиза Ревел. Има двама братя и три сестри: Елена (* 1900, † 1978), Адриано (* 11 април 1901, † 27 февруари 1960) – наследник на баща им в управлението на Оливети, Масимо (* 26 февруари 1902, † 20 февруари 1949), Силвия (* 1904, † 1990) и Лаура, нар. Лала (* 1905, † 1934).
Учи във Валденския колеж в градчето Торе Пеличе, Пиемонт, след което следва в Политехническия университет в Торино. След завършването си е извикан за отбиване на военна служба и взима участие в Етиопската война (3 октомври 1935 – 5 май 1936). Не се връща в Ивреа, а отплава директно от Неапол за Бостън, САЩ, където прави докторантура по „Инженерни науки“ в Масачузетския технологичен институт. В свое писмо от 1937 г. баща му Камило пише:
| „ | "Изпратих сина си [Дино] в Америка не толкова, за да научи повече за инженерството..., а защото бих искал той да остане за известно време в друга среда, различна от тази, която младите хора намират в Италия днес". | “ |

Фашистките расови закони от 1938 г. са още една причина Дино да не се завърне в Италия и той става асистент към Automative Laboratory на Масачузетския технологичен институт.
През 1940 г. се омъжва за американката Розмънд (Пози) Касъл (Rosemond Castle; * 9 ноември 1911, † 16 декември 2003) и двамата се преселват в Сао Паоло, Бразилия, където Дино се занимава с фабриката на Оливети.
През 1941 г., на връщане към САЩ, той е арестуван от Съюзниците и отведен в лагер в Тринидад, докато жена му се връща в САЩ и ражда първото им дете – Давиде. В края на 1941 г. Дино се връща при жена си в Канзас сити, Мисури, където работи за North American Aviation (1942 – 1945). Междувременно му се раждат още две деца – Алфред и Филип.
През 1945 – 1946 г. работи за Diamond Instrument Company в Уейкфийлд, Масачузетс.
През 1946 г. Дино и семейството му отиват в град Ивреа, Пиемонт, където той работи рамо до рамо с брат си Адриано по лансирането на Оливети като неин Генерален директор и като президент на Механичната фабрика Оливети (Officina Meccanica Olivetti), накратко О.М.О.
През февруари 1950 г. участва активно в създаването на Olivetti Corporation of America (OCA), като се установява в Ню Кънаан, Кънектикът, САЩ и е неин президент до 1960 г. В Америка Дино прави интензивни първи опити за проникването на Оливети на местния пазар с изчислителната машина Divisumma 14 и впоследствие с пишещите машини Lexikon 80 и Lettera 22. През 1952 г. организира изложбата Olivetti: design in industry в Музея на модерното изкуство в Ню Йорк, а през 1954 г. отваря шоурум на Оливети на Пето авеню. През 1952 г. убеждава брат си Адриано да открие лаборатория за електронни изследвания в Ню Кънаан под ръководството на Микеле Канепа. Тя следи отблизо новите тенденции в развитието на електрониката и постепенно се разраства до 70 служители.
През март 1957 г. Дино е номиниран и за вицепрезидент на Оливети, а от 15 септември е неин Генерален технически директор. Завръща се в Ивреа през 1958 г. През 1959 г. влиза в конфликт с брат си Адриано поради лошата, според него, рационалност на бизнес организацията, която той смята за твърде семейна, и поради някои негови решения, с които той не е съгласен, като напр. това да бъде преместена лабораторията от Ню Кънаан в Борголомбардо до град Сан Джулиано Миланезе, Северна Италия. Дино си подава оставката като Генерален технически директор на Оливети (длъжността е поета от Адриано), Президент на Olivetti Corporation of America и на Olivetti Suisse, и Вицепрезидент на Оливети. Неговата оставка е одобрена през 1959 г. Въпреки конфликта двамата братя се сдобряват, но Адриано умира внезапно на 27 февруари и временното ръководство на компанията е поето от Джузепе Перо.
Малко след смъртта на брат му е взето решението да се затвори лабораторията в Ню Кънаан и оттогава нататък Дино не изпълнява директно оперативни функции, въпреки че остава вицепрезидент на компанията до май 1964 г. и член на Управителния съвет до смъртта си.
В началото на 60-те години той се ангажира в културната и социалната сфера: става вицепрезидент на Националния институт по архитектура (1960-1964), председател на Градската болница на Ивреа и на някои социални дружества.
Между 1964 и 1968 г. Дино е президент на Arco Spa – фабрика за електромеханични компоненти. През 1967 г. стартира в Милано заедно с Ремо Галети дружеството Applicazioni & Ricerche Elettroniche за развитие на елекронна апаратура, а през 1968 г. основава DOSPA (Dino Olivetti SpA) в град Априлия – водеща компания за електронни компоненти, която започва работа по хибридни схеми.
Умира внезапно от инфаркт в Милано на 24 декември 1976 г. на 64-годишна възраст.